# Yttre Bergskäret
Yttre Bergskäret är en ö i Finland. Den ligger i Bottenviken och i kommunen Larsmo i den ekonomiska regionen  Jakobstadsregionen i landskapet Österbotten, i den nordvästra delen av landet. Ön ligger omkring 99 kilometer nordöst om Vasa och omkring 420 kilometer norr om Helsingfors.
Öns area är 10,2 hektar och dess största längd är 480 meter i sydväst-nordöstlig riktning. I omgivningarna runt Yttre Bergskäret växer i huvudsak blandskog.